# Harry Potter i la cambra secreta (pel·lícula)
Harry Potter i la cambra secreta (títol original en anglès: Harry Potter and the Chamber of Secrets) és la segona pel·lícula de la saga Harry Potter, estrenada el 15 de novembre de 2002. El guió fou adaptat per Steve Kloves de la novel·la Harry Potter i la cambra secreta escrita per J.K. Rowling. Ha estat doblada i subtitulada al català.
Els actors de la primera part tornaren a interpretar els seus papers. Fou l'última aparició de Richard Harris interpretant Dumbledore.

## Argument
En Harry és advertit per en Dobby, un elf domèstic, el qual li explica que una persona prepara un complot per tal que a Hogwarts hi passin coses horribles i pensa que en Harry no ha de tornar a l'escola, en Harry li demana motius, però aquest no li'n dona cap. En Harry té més d'un problema per tornar a l'escola per segon any i quan arriba gairebé l'expulsen de Hogwarts. Un cop arriba descobreix que un lloc denominat la Cambra Secreta ha estat oberta i ha deixat que l'horror que amaga dins ataqui als sang de fang (també anomenats fills de muggles) que apareixen un rere l'altre petrificats (Convertits en estàtues). Al final en Harry Potter aconsegueix derrotar el monstre i fer que Hogwarts torni a la normalitat.

## Repartiment
| Role                       | Actor                |
| -------------------------- | -------------------- |
| Harry Potter               | Daniel Radcliffe     |
| Ron Weasley                | Rupert Grint         |
| Hermione Granger           | Emma Watson          |
| Rubeus Hagrid (jove)       | Martin Bayfield      |
| Oliver Wood                | Sean Biggerstaff     |
| Argus Filch                | David Bradley        |
| Gilderoy Lockhart          | Kenneth Branagh      |
| Nick Quasi Decapitat       | John Cleese          |
| Rubeus Hagrid              | Robbie Coltrane      |
| Susan Bones                | Eleanor Columbus     |
| Tod Morvosc Rodlel         | Christian Coulson    |
| Filius Flitwick            | Warwick Davis        |
| Katie Bell                 | Emily Dale           |
| Alicia Spinnet             | Rochelle Douglas     |
| Ernie Macmillan            | Louis Doyle          |
| Dean Thomas                | Alfred Enoch         |
| Adrian Pucey               | Scot Fearn           |
| Draco Malfoy               | Tom Felton           |
| Aragog (veu)               | Julian Glover        |
| Vernon Dursley             | Richard Griffiths    |
| Cornelius Fudge            | Robert Hardy         |
| Albus Dumbledore           | Richard Harris       |
| Myrtle                     | Shirley Henderson    |
| Gregory Goyle              | Josh Herdman         |
| Mr Ollivander              | John Hurt            |
| Lucius Malfoy              | Jason Isaacs         |
| Poppy Pomfrey              | Gemma Jones          |
| Dobby (veu)                | Toby Jones           |
| Neville Longbottom         | Matthew Lewis        |
| Pomona Sprout              | Miriam Margolyes     |
| Colin Creevey              | Hugh Mitchell        |
| Dudley Dursley             | Harry Melling        |
| Irma Pince                 | Sally Mortemore      |
| Seamus Finnigan            | Devon Murray         |
| Penelope Clearwater        | Gemma Padley         |
| Fred Weasley               | James Phelps         |
| George Weasley             | Oliver Phelps        |
| Capell Seleccionador (veu) | Leslie Phillips      |
| Percy Weasley              | Chris Rankin         |
| Justin Finch-Fletchley     | Edward Randell       |
| James Potter               | Adrian Rawlins       |
| Severus Snape              | Alan Rickman         |
| Petunia Dursley            | Fiona Shaw           |
| Hannah Abbott              | Charlotte Skeoch     |
| Minerva McGonagall         | Maggie Smith         |
| Lily Potter Evans          | Geraldine Somerville |
| Millicent Bulstrode        | Helen Stuart         |
| Angelina Johnson           | Danielle Tabor       |
| Terrence Higgs             | Will Theakston       |
| Molly Weasley              | Julie Walters        |
| Madam Hooch                | Zoe Wanamaker        |
| Vincent Crabbe             | Jamie Waylett        |
| Ginny Weasley              | Bonnie Wright        |
| Marcus Flint               | Jamie Yeates         |
| Lee Jordan                 | Luke Youngblood      |

## Premis
Ha estat, fins al moment, l'única pel·lícula de la saga que no ha estat nominada als Oscars.

## Versió ampliada de Disney Channel
El 7 d'agost de 2005, Disney Channel reproduí la pel·lícula amb noves escenes:
- En Ron i en Harry es troben amb els reals Crabbe i Goyle després de fugir de Malfoy.
- En Ron pregunta a l'Hermione on aconseguí els seus cabells abans de prendre la poció multisucs.
- L'Hermione diu a en Harry que la poció estarà preparada en alguns dies.
- En Fred i en George fan una broma sobre en Harry parlant pàrsel.
- Després que en Ron i l'Hermione li diguessin a Harry que parla pàrsel, Harry s'asseu a una muntanya a l'altre costat de Hogwarts amb la Hegwig.
- Després que en Harry deixés la biblioteca, escolta alguns Hufflepuff dient que en Harry és l'hereu de Slytherin.